# Тамбуррано, Дарио
Дарио Тамбуррано (ит. Dario Tamburrano, род. 27 августа 1969,Рим,Италия) — итальянский активист-эколог, один из первых членов Движения Пяти Звёзд (Movimento 5 Stelle, M5S) избранный в Европейский парламент. (Избирательный Округ Центральная Италия.)

## Европейский Парламент
В мае 2014 г. был избран в качестве одного из 17 Депутатов Европейского парламента Движения Пяти Звёзд (Movimento 5 Stelle, M5S) в политическую группу «Европа за свободу и демократию» (Europe of Freedom and Democracy)
Является полноправным членом в комитете по промышленности, исследованиям и энергетике (Industry, Research and Energy Committee (ITRE)) и в парламентской делегации сотрудничества ЕС и России (EU-Russia Parliamentary Cooperation Delegation (D-RU)), заместителем в комитете сельского хозяйства и развития сельских районов (Agriculture and Rural Development Committee (AGRI)), в парламентской делегации сотрудничества ЕС и Украины (Delegation to the EU-Ukraine Parliamentary Cooperation (D-UA)) и парламентской ассамблеи Евронест (Euronest Parliamentary Assembly (DEPA)).

## Ранняя политическая деятельность
Проработав в качестве специалиста ортопедической стоматологии, эндодонтии, лазерной стоматологии, протезирование имплантов и эстетики, Дарио Тамбуррано решил переориентировать свою жизнь, сосредоточившись на отношениях с пациентами и посвятив её обществу и культуре. Он присоединился к Движению Пяти Звёзд в конце 2005 года. С 2006 года он стал членом Сообщества Устойчивости и Развития, Сообщества Национальной Группы 280, где он был ассистентом организатора, промоутером и менеджером групп по окружающей среде и переводу.
В 2007 году создал веб-сайт по энергетической независимости, где тексты публикуются для бесплатной консультации, и как правило, в интегральной форме.
В 2007 году был одним из организаторов V-day, мероприятие которое продвигалось Беппе Грилло.
С 2007 года работал с Движением Пяти Звёзд в Риме на темы окружающей среды, пищевой безопасности и экономики замкнутого круга.
В 2008 году первым подписал три референдума «Свободная Информация в Свободной Стране» вместе с Беппе Грилло (2 V-day) и президентом Ассоциации Друзей Беппе Грилло в Риме, которое привело его к участию на местных выборах в 2008 году и поддержало в предвыборной кампании. 
В январе 2009 года стал одним из основателей Circolo delle Decrescita Felice di Roma и движения Transition Italia (итальянский раздел Transition Network). 
В 2009 году присоединился к трем организациям: ASPO Italia (Национальный департамент Ассоциации по исследованию пика нефти и газа), Archipelago (SCEC) и ISDE (Международное общество врачей по окружающей среде).
В 2013 году добровольно работал в качестве помощника в парламентской группе Движения Пяти Звёзд в Палате Депутатов Парламента Италии в качестве помощника по вопросам окружающей среды, энергетики и финансов фокусируясь на законодательстве об электрических транспортных средствах. С 2014 года он сотрудничает с местной группой движения Пяти Звезд в Риме в области окружающей среды, обеспечения продовольственной безопасности и экономики замкнутого круга.

## Образование
Дарио Тамбуррано учился в Стоматологическом факультете в Римском Университете Ла Сапиенца который окончил в 1996 году, защитив диссертацию на тему «Управление стоматологии ВИЧ+дети»

## Дополнительная информация
Часто работая вместе с другими активистами, Тамбуррано добровольно переводил нижеуказанные издания на итальянский язык.
- Lester Brown: «Plan B 3.0: Mobilizing to Save Civilization», Piano B 3.0-Mobilitarsi per salvare la civiltà, Edizioni Ambiente 2008;

(Лестер Браун. «План Б 3.0: Мобилизация для спасения Цивилизации», Проблемы окружающей среды 2008)
- Lester Brown: «Plan B 4.0: Mobilizing to Save Civilization», Piano B 4.0-Mobilitarsi per salvare la civiltà, Edizioni Ambiente 2009;

(Лестер Браун. «План Б 3.0: Мобилизация для спасения Цивилизации», Проблемы окружающей среды 2009)
- Paul Hawken: «Blessed Unrest: How the Largest Movement in the World Came into Being and Why No One Saw It Coming», Moltitudine Inarrestabile. Come è nato il più grande movimento al mondo e perché nessuno se ne è accorto, Edizioni Ambiente 2009;

(Пол Хокен. «Благословенный беспорядок: Как возникло крупнейшее движение в мире и почему никто этого не предвидел». Проблемы окружающей среды 2009)
- Richard Heinberg, Michael Bomford: «The Food & Farming Transition: Toward a Post Carbon Food System», La transizione agroalimentare, verso un modello indipendente dai combustibili fossili, Post Carbon Institute 2009;

(Ричард Хейнберг, Майкл Бомфорт. «Продовольственный и Сельскохозяйственный Переход: На пути к пост-углеродной системе продовольствия». Институт Пост-углерода 2009)
- Rebecca Hosking: «A farm for the future», Una fattoria per il futuro, BBC documentary 2010;

(Ребекка Хоскинг «Ферма для будущего». документальный фильм BBC 2010)
- Daniel Lerch: «Post Carbon Cities: Planning for Energy and Climate Uncertainty», Post Carbon Cities. Come affrontare l’incertezza energetica e climatica. Una guida al Picco del petrolio e al riscaldamento globale per gli amministratori locali, Post Carbon Institute 2011;

(Даниэль Лерх. Города пост-углерода: Планирование энергетической и климатической неопределенности. Институт Пост-углерода 2011)
- Chris Martenson video-course on Economy, Energy & Ecosystems.:Crash Course 2011;

(Крис Мартенсон. Видео-курс по экономике, энергии и экосистеме. 2011)
- David Fleming and Shaun Chamberlin: «TEQs (Tradable Energy Quotas): A Policy Framework for Peak Oil and Climate Change», TEQs: politiche di decrescita emissiva ed energetica per l’epoca del Picco del petrolio e dei Cambiamenti climatici, House of Commons 2011;

(Дэвид Флеминг и Шон Чемберлин: "TEQs (Квоты рыночной энергии): Политическая структура для Нефтяного Пика и Изменения Климата. Палата общин. 2011)
- Lester Brown: «Full Planet, Empty Plates: The New Geopolitics of Food Scarcity», Nove miliardi di posti a tavola. La nuova geopolitica della scarsità alimentare, Edizioni Ambiente 2012;

(Лестер Браун: «Полная планета — пустые тарелки. Новая геополитика пищевой безопасности».
- Jorgen Randers: «2052: A Global Forecast for the Next Forty Years» 2052. Scenari globali per i prossimi 40 anni, Edizioni Ambiente 2013;

(Йорген Рандерс 2052: «Глобальный прогноз на ближайшие сорок лет»)
- Asher Miller and Rob Hopkins: «Climate after Growth: Why Environmentalists Must Embrace Post-Growth Economics and Community Resilience», Scenari dopo la crescita, Post Carbon Institute 2014;

(Ашер Миллер и Роб Хопкинс: «Климат после развития: Почему Экологи должны охватывать Пост-Развитие Еокономики и Устойчивость Общества.»
- Benoit Thévard: «Europe facing peak oil», L’Europa di fronte al picco del petrolio.

(Бенуа Тэвар: «Европа сталкивается с пиком нефти»)
В январе 2009 года он стал одним из основателей Клуба Счастливого Развития Рима и Перехода Италии.
В 2009 году он присоединился к таким ассоциациям как АСПО Италия — национальная секция ассоциации по изучению нефтяного и газового пика, Archipelago (SCEC) а также ISDE (Международное Сообщество Врачей для Окружающей Среды.)
Между 2009 и 2012 он сотрудничал с итальянским онлайн журналом. В 2012 году он принял участие в документальном фильме Роберто Кавалло «Меньше 100 фунтов», рецепты для диеты нашего мусора взятого из текста.
Помимо всего, Тамбуррано также выращивает органический шафран на небольшом поле, расположенном на имуществе семьи в Сан-Джованни Пиро в Национальном парке Чиленто.